# Vaux-en-Beaujolais
Vaux-en-Beaujolais település Franciaországban, Rhône megyében. Lakosainak száma 1153 fő (2022. január 1.). Vaux-en-Beaujolais Claveisolles, Rivolet, Blacé, Lamure-sur-Azergues, Montmelas-Saint-Sorlin, Le Perréon, Salles-Arbuissonnas-en-Beaujolais és Saint-Cyr-le-Chatoux községekkel határos.

## Népesség
A település népessége az elmúlt években az alábbi módon változott:
| Lakosok száma | 1060 | 1078 | 1106 | 1087 | 1088 | 1086 | 1108 | 1131 | 1153 |
|               | 2013 | 2015 | 2016 | 2017 | 2018 | 2019 | 2020 | 2021 | 2022 |